# Samuel Kosgei
Samuel Kiplimo Kosgei (20 gennaio 1986 – Kapsabet, 26 maggio 2023) è stato un maratoneta keniota.

## Progressione

### Maratona
| Stagione | Tempo    | Luogo    | Data       | Rank. Mond. |
| -------- | -------- | -------- | ---------- | ----------- |
| 2019     | 2h09'28" | Siviglia | 17-2-2019  | 173º        |
| 2018     | 2h09'07" | Gyeongju | 21-10-2018 | 117º        |
| 2017     | 2h08'39" | Parigi   | 9-4-2017   | 76º         |
| 2016     | 2h06'53" | Dubai    | 22-1-2016  | 28º         |
| 2015     | 2h07'07" | Košice   | 4-10-2011  | 27º         |
| 2014     | 2h09'10" | Valencia | 16-11-2014 | 111º        |
| 2011     | 2h07'47" | Praga    | 8-5-2011   | 45º         |

## Altre competizioni internazionali
2009
- Argento alla Mezza maratona di Berlino ( Berlino) - 59'36"

2010
- 5º alla Mezza maratona di Porto ( Porto) - 1h01'24"

2011
- Bronzo alla Maratona di Praga ( Praga) - 2h07'47"

2014
- Argento alla Maratona di Valencia ( Valencia) - 2h09'10"

2015
- Oro alla Maratona internazionale della pace ( Košice) - 2h07'07"

2016
- 7º alla Maratona di Dubai ( Dubai) - 2h06'53"
- 5º alla Maratona di Praga ( Praga) - 2h10'12"

2017
- 7º alla Maratona di Parigi ( Parigi) - 2h08'39"

2019
- 5º alla Maratona internazionale della pace ( Košice) - 2h12'03"
- 6º alla Maratona di Siviglia ( Siviglia) - 2h09'28"